# Reinhold Jost
Reinhold Jost (ur. 4 czerwca 1966 w Saarlouis) – niemiecki polityk, działacz Socjaldemokratycznej Partii Niemiec (SPD), deputowany do Landtagu Saary, minister w rządach Saary.

## Życiorys
W latach 1981–1984 odbył praktyczną naukę zawodu jako ślusarz konstrukcji stalowych w firmie Dillinger Stahlbau, którą ukończył egzaminem czeladniczym. Następnie kształcił się w szkołach zawodowych i technicznych w Völklingen, specjalizując się w obróbce metali (1984–1988). W latach 1988–1990 ukończył szkolenie zawodowe w administracji finansowej Kraju Saary w zakresie finansów i podatków. Następnie, do 1999 roku, pracował jako sekretarz podatkowy w tej samej administracji.
Związany z SPD od 1983 roku. Od 1992 roku pełni funkcję przewodniczącego struktur partyjnych w Rehlingen-Siersburg, a od 1994 jest członkiem rady gminy. W 1995 roku objął funkcję sołtysa miejscowości Siersburg i zasiada w tamtejszym organie doradczym.
W 1999 roku został wybrany do landtagu Kraju Saary. W latach 2005–2013 był sekretarzem generalnym SPD w Saary, a od 2009 do 2014 roku kierował biurem krajowym partii. W latach 2010–2019 był przewodniczącym SPD w powiecie Saarlouis. W 2012 roku został parlamentarzystą krajowym odpowiedzialnym za dyscyplinę frakcji SPD w landtagu. W latach 2013–2014 zasiadał w Bundestagu. Następnie objął urząd ministra sprawiedliwości oraz ministra środowiska i ochrony konsumentów Kraju Saary (2014–2017). Od 2017 do 2022 roku kierował wyłącznie resortem środowiska i ochrony konsumentów.
26 kwietnia 2022 roku został mianowany ministrem spraw wewnętrznych, budownictwa i sportu Kraju Saary. Od 15 stycznia 2014 roku pełni funkcję zastępczego członka Bundesratu.